# Корковадо
Коковаду (на португалски: Corcovado, означава гърбица) е връх в гр. Рио де Жанейро, Бразилия.
Високият 710 метра гранитен връх е разположен в националния парк „Тижука“ (8154 акра гора в сърцето на града).
Хълмът Коковаду е известен в цял свят с издигнатата на върха му статуя на Исус, висока 38 метра, наречена Cristo Redentor или Христос Спасителя.